# Houston Gamblers
Gli Houston Gamblers erano una franchigia di football americano professionistica con sede a Houston, che ha giocato nella United States Football League dal 1984 al 1985. Questa formazione ha giocato le sue partite casalinghe all'Astrodome.
Il giocatore più famoso che ha giocato nei Gamblers è stato il quarterback Jim Kelly.

## Stagione per stagione
| Stagione | Vittorie | Sconfitte | Nulle | Classifica             | Play-offs        |
| -------- | -------- | --------- | ----- | ---------------------- | ---------------- |
| 1984     | 13       | 5         | 0     | USFL 1° Est - Centrale | Quarti di finale |
| 1985     | 10       | 8         | 0     | USFL 3° Est            | Quarti di finale |